# 沖縄やくざ戦争
『沖縄やくざ戦争』（おきなわやくざせんそう、Terror of Yakuza ）は、1976年の日本映画。主演 ： 松方弘樹・千葉真一、監督 ： 中島貞夫、製作 ： 東映、カラー・シネマスコープ、96分。同年の京都市民映画祭では千葉真一が本作で主演男優賞を受賞した。

## 解説
第4次沖縄抗争をモデルに映画化されたが、封切り公開時は未だに抗争が続いていた。さらに千葉真一が扮した国頭正剛は実在する旭琉会理事長・新城喜文であることをはじめ、そのほかの登場人物も誰をモデルにしたか明確に判ることから、沖縄県では興行されなかった作品である。中島貞夫はドキュメンタリー・タッチで演出し、凄惨な戦いを描いている。千葉が演じた国頭は1973年の映画『仁義なき戦い 広島死闘篇』で演じた大友勝利と共に人気の高いキャラクターだが、千葉自身は「やくざ映画で賞（京都市民映画祭の主演男優賞）をくれた」と語っている。
ちなみに予告編のBGMには「狂った野獣」と「暴走パニック 大激突」の一部が使われており、「博徒外人部隊」と「実録外伝 大阪電撃作戦」の一部と本作の未公開映像が使われている。

## 製作経緯
東映は1973年の『仁義なき戦い』以降、東映は実録ヤクザ路線として各地の暴力団抗争をモデルとして映画を次々製作。広島、神戸、大阪、九州とやり尽くし、新たなネタと舞台を模索した。1975年、岡田茂東映社長（当時）は、沖縄を舞台にした実録映画の製作を指示。日下部五朗と笠原和夫とで沖縄に取材に行き『沖縄進撃作戦』というタイトルで脚本は完成したが、沖縄で東映の映画を独占的に配給していた宜保俊夫を登場させたことで岡田社長が蹴り頓挫した。半年後、再び企画が持ち上がったが、笠原は別の仕事に入っていて脚本は神波史男と高田宏治に交代し製作されたのが本作となる。神波は1971年に「博徒シリーズ」第9作で沖縄を舞台に『博徒外人部隊』を書いたことがあった。日下部と神波、高田は抗争の最中に現地に入り取材を敢行、当時の沖縄は一触即発のピリピリしたムードだった。脚本は前半が高田、後半は神波が担当した。このため前半と後半でタッチがかなり違う。

### 撮影
監督の中島貞夫は1969年の『にっぽん'69 セックス猟奇地帯』の撮影で沖縄を訪れ、琉球映画貿易に協力してもらい、嘉手納基地からベトナムへ爆撃に行くB-52が爆弾を積み込むところを撮影し映画に入れた。これを約束を破ったと琉球映画貿易の宜保社長が怒り、沖縄でロケが出来なくなった。つまり沖縄で取材はしたが、沖縄で撮影はできず、ほぼ全編京都で撮影している（予告映像では「抗争渦中の　沖縄現地に乗り込んで　大ロケーション決行」と字幕が出るがもちろん事実ではない）。渡瀬恒彦はまだ顔が割れてなかったことから、撮影を助監督に任せ、観光客の振りをして宜野湾で歩くシーンのみ沖縄で隠し撮りした。その他『恐竜・怪鳥の伝説』（1977年）の特撮で、フロントプロジェクションという機材の購入が決まっていたため、2、3ヶ所それを使用し合成を行っている。台詞は沖縄方言が難し過ぎて全く無視した（ただし、「叩き殺せ」を意味する「たっくるせ」のみ用いられており、本作が元で広く知られることになった）。
那覇の空港に着いた時、日下部の名前を見た空港職員が「『仁義なき戦い』の!」と興奮して叫んだ。プロデューサーの名前まで覚えている程、沖縄では『仁義なき戦い』の人気が凄かったという。　

## 後続作品への影響
1972年の沖縄の本土復帰以前に作られた沖縄を舞台にした映画としては、前述のように1971年の『博徒外人部隊』や1966年の『網走番外地 南国の対決』などがあるが、ほとんどが反戦映画か芸術映画であった。しかしこの『沖縄やくざ戦争』を切っ掛けに『ドーベルマン刑事』『空手バカ一代』（1977年）『沖縄10年戦争』（1978年）などが製作され、1970年代に日本のアクション映画に最初の沖縄ブームが到来した。

## ストーリー
1971年12月、本土復帰を翌年に控えた沖縄では、本土系暴力団の侵攻に対抗すべく、沖縄連合琉盛会を結成したが、傘下の国頭組で内紛が発生していた。本土系暴力団はその隙をついて仕掛けてくる。血みどろの戦争が始まった。

## キャスト
- 松方弘樹 (モデル：旭琉会理事・上原勇吉) ： 中里英雄
- 千葉真一 (モデル：旭琉会理事長・新城喜史) ： 国頭正剛

- クレジット順
- 渡瀬恒彦  (モデル：上原組組員・日島稔)： 嘉手刈宏
- 新藤恵美 ： 中里照美(中里英雄の妻)
- 矢吹二朗  (モデル：上原組幹部・山城長栄)： 知花鉄男
- 尾藤イサオ (モデル：上原組組員) ： 儀間二郎
- 三上寛 ： 金武昇
- 室田日出男  (モデル：上原組若頭・日島稔(氷屋))： 具志川照邦
- ひろみ麻耶 ： 比嘉信子(玉城スミ子の友人)
- 奈三恭子 ： 石川悦子
- 中島葵 ： 靖子
- 宮前ゆかり ： 玉城スミ子(儀間二郎の女)
- 梅宮辰夫 (モデル：三代目山口組若頭補佐兼本部長・大平一雄)： 海津義明
- 南道郎 ： 王城亀吉
- 志賀勝 (モデル：旭琉会組員) ： 恩納健吉
- 野口貴史 ： 平良
- 成瀬正 ： 赤嶺保
- 片桐竜次 ： 国吉悟
- 曽根将之 ： 工藤
- 広瀬義宣 ： 名嘉間長栄一男
- 大辻慎吾 ： 金城久
- 岩尾正隆 ： 島袋芳典
- 川浪公次郎 ： 徳田池信
- 阿波地大輔 ： 猪木明
- 丘路千 ： 杉山元
- 岡島艶子 ： 知花鉄男の母
- 大江光 ： 女占師
- 蓑和田良太 ： 巡査
- 平沢彰 ： 堀田
- 白川浩二郎 ： 智念
- 五十嵐義弘 ： 知花誠治
- 松本泰郎 ： 稲嶺仲作
- 鳥居敏彦：チンピラ
- 畠山麦 ： 伊波
- 志茂山高也 ： 稲福
- 勝野賢三 ： 呼び込み
- 笹木俊志 ： 桃原勇
- 岡田正美 ： 女秘書
- 福本清三 ：中里の子分
- 司裕介 ： チンピラ
- 白井孝史 ： 大阪のボディガードA
- 友金敏雄 ： 大阪のボディガードB
- 壬生新太郎 ： 今村
- 新居芳行 ： 木村
- 風間純 ： 芸者
- 森村由加：ホステス
- 森谷譲：石川の子分
- 矢部義章：中里の子分
- 小坂和之：署内の警官
- ウイリー・ドーシー ：外人の男
- イレーン・マキネン：外人の女
- 成田三樹夫  (モデル：旭琉会理事長・又吉世喜)： 翁長信康
- 織本順吉  (モデル：旭琉会会長・仲本義忠)： 大城朝光
- 地井武男  (モデル：旭琉会幹部・友寄倉茂)： 石川隆信
- 諸口あきら ： ナレーター

## スタッフ
- 監督 ： 中島貞夫
- 企画 ： 日下部五朗・橋本慶一・奈村協
- 脚本 ： 高田宏治・神波史男
- 撮影 ： 赤塚滋
- 美術 ： 井川徳道
- 照明 ： 北口光二郎
- 録音 ： 溝口正義
- 音楽 ： 広瀬健次郎
- 編集 ： 堀池幸三
- 助監督 ： 藤原敏之
- 記録 ： 森村幸子
- 装置 ： 吉岡茂一
- 装飾 ： 白石義明
- 背景 ： 西村三郎
- 琉歌指導 ： 竹中労・知名定男
- スチール ： 中山健司
- 衣裳 ： 高安彦司
- 美粧 ： 田中利男
- 結髪 ： 明田多美枝
- 演技事務 ： 西秋節生
- 擬斗 ： 上野隆三
- 進行主任 ： 野口忠志

## 受賞
1976年 京都市民映画祭
- 主演男優賞 - 千葉真一